# North Sea Cup 2010/11
Die Saison 2010/11 war die erste Spielzeit des North Sea Cups, der gemeinsamen Eishockeyprofiliga Belgiens und der Niederlande. Die erste Ausgabe des Wettbewerbs wurde von HYS The Hague gewonnen.

## Modus
Die beteiligten Clubs spielen eine Doppelrunde. Die beiden ersten der Tabelle qualifizierten sich für das Finale des North Sea Cups, wobei der Tabellenerste Heimrecht hatte.
Für die niederländischen Teilnehmer stellte der North Sea Cup die Hauptrunde der Eredivisie dar. Die beiden belgischen Vertreter waren vor und während des North Sea Cups am belgischen Pokal beteiligt, nach dem North Sea Cup spielten sie den belgischen Meister aus.

## Hauptrunde

### Tabelle
|    | Mannschaft                 | Sp | S  | SnV | NnV | N  | Tore    | Pkt |
| -- | -------------------------- | -- | -- | --- | --- | -- | ------- | --- |
| 1. | HYS The Hague              | 28 | 23 | 0   | 0   | 5  | 194:087 | 69  |
| 2. | DESTIL Trappers Tilburg    | 28 | 19 | 0   | 1   | 8  | 120:070 | 58  |
| 3. | A6.NL Flyers Heerenveen    | 28 | 15 | 4   | 0   | 9  | 118:105 | 53  |
| 4. | Romijnders Devils Nijmegen | 28 | 16 | 1   | 1   | 10 | 133:115 | 51  |
| 5. | Eindhoven Kemphanen        | 28 | 11 | 2   | 2   | 13 | 109:106 | 39  |
| 6. | Ruijters Eaters Geleen     | 28 | 10 | 2   | 2   | 14 | 105:127 | 36  |
| 7. | White Caps Turnhout        | 28 | 5  | 0   | 1   | 22 | 076:146 | 16  |
| 8. | HYC Herentals              | 28 | 4  | 0   | 2   | 22 | 089:188 | 14  |

Die Zoetermeer Panters zogen ihre Mannschaft aus finanziellen Gründen während der laufenden Saison vom Spielbetrieb zurück.

## Finale
| 27. Februar 2011 17:45 Uhr | HYS The Hague | 5:4 (3:1, 1:2, 1:1) Spielbericht | DESTIL Trappers Tilburg | De Uithof, Den Haag Zuschauer: 2.600 |